# Hero (singel Mariah Carey)
Hero – drugi singel, który promował album Mariah Carey Music Box. Piosenka osiągnęła sukces komercyjny i stała się znakiem rozpoznawalnym dla wokalistki, która śpiewa ją za każdym razem, gdy zostanie zaproszona na koncert charytatywny lub na swoich koncertach. Utwór był najczęściej wykonywanym w dorobku Mariah, obok "Vision of Love". Singel został nominowany do 1995 Grammy Awards. Zdobył także dwie ASCAP Rhythm & Soul Music Awards, jedną ASCAP Pop Music Award oraz BMI Pop Award.

## Pisanie i nagrywanie
Dustin Hoffman i Geena Davis byli w trakcie kręcenia filmu Hero. Walter Afanasieff mówił: "Goście z Epic Records mieli zamiar nagrać soundtrack do filmu. Poprosili Mariah, aby nagrał piosenkę, ale do końca nie wierzyli, że to się uda, ponieważ Mariah nie chciała nagrywać soundtracków. Więc spróbowali innego pomysłu, czyli poproszenia nas o napisanie jakiejś piosenki".
Film został pokazany Afanasieffowi i powiedziano mu, że najprawdopodobniej Gloria Estefan nagra główną piosenkę do filmu. W tym samym czasie producent pracował z Mariah nad jej nowym albumem, Music Box. "Poleciałem do Nowego Jorku i poszedłem do studia, gdzie akurat mieli przerwę. Siedziałem przy pianinie i opowiedziałem Mariah o filmie. W dwie godziny mieliśmy początek tej wspanialej piosenki, którą nazwaliśmy "Hero". Nigdy nie została ona powierzona Mariah, aby ja zaśpiewała. W jej przekonaniu, pisaliśmy piosenkę dla Glorii Estefan.
Para prawie skończyła nagrywanie piosenki, gdy do studia wszedł Tommy Mottola, prezes Sony Music Entertainment i narzeczony Mariah (później jej mąż). Gdy usłyszał piosenkę, zapytał co to jest, a Carey odpowiedziała: "To piosenka do filmu Hero." Mottola nie był zadowolony i zapytał Afanasieffa: "Żartujesz sobie? Ta piosenka jest za dobra do filmu. Mariah musisz wziąć tę piosenkę."
Początkowo, Carey była kierowana na nagranie piosenki do filmu, ale Afanasieff uznał, że stała się ona zbyt osobista. Po tym, jak wokalistka zdecydowała się na zostawienie piosenki, skończyła tekst i zrobiła z niej swą własną pracę. Producent pojechał z powrotem do ludzi od soundtracku i powiedział im: "Wiecie co? Przyjechałem bez niczego." Estefan nigdy nie dowiedziała się, że pierwotnie to ona miała nagrać piosenkę do soundtracku, a piosenka, która ostatecznie się na nim znalazła to "Heart of a Hero" Luthera Vandrossa.
Afanasieff i Carey przyszli do studia z kilkoma wersjami piosenki. Jedna była trudniejsza, a druga prostsza, ale poszli na kompromis. "Piosenka nie potrzebowała ekstrawagancji. Mariah chciała jednak jakichś ekstrawagancji i zwalczała swoje myśli. Chciała zrobić coś ponad, wykorzystując swój głos i talent. Ale wiedziała także, czego oczekuje od niej świat muzyczny.

## Sprawa o prawa autorskie
"Hero" był przedmiotem afery o plagiat. Christopher Seletti powiedział, że tekst piosenki był oparty na wierszu, który pokazał Sly'owi Stone w 1991 (i wierzył, że Stone pokazał go Mariah). Carey zaprzeczyła oskarżeniom i pokazał zeszyt z tekstem piosenki, który sama pisała, a tekst z zeszytu był datowany na 6 tygodni po wyjściu filmu Hero (do którego piosenka była pierwotnie pisana). Tym niemniej, pozew o 20 mln dolarów został odrzucony i Seletti został zmuszony zapłacić Carey grzywnę. Kilka lat później Seletti znów wniósł pozew, który także został odrzucony. Seletti planuje spróbować wnieść pozew po raz trzeci.

## Listy przebojów
"Hero" stał się ósmym singel Carey, który znalazł się na szczycie "Billboard Hot 100". Na pierwszym miejscu znalazł się w swoim 10 tygodniu na liście i spędził na nim 4 tygodnie. Piosenka przez 25 tygodni była w pierwszej 40, w czym 14 tygodni w pierwszej 10. Był mocno promowana w radiach i zdobyła status Platynowej Płyty (RIAA). Był to jeden z największych hitów, gdyż na koniec 1994 roku piosenka znalazła się na 5. pozycji listy.
"Hero" stał się hitem także poza Stanami Zjednoczonymi. W Wielkiej Brytanii, Francji i Australii znalazł się on w pierwszej 10 listy (wyżej niż "Dreamlover"). Osiągnął także sukces w kontynentalnej Europie, gdzie także dotarł do pierwszej 10 na większości wyników. W Kanadzie nie osiągnął sukcesu. Singel zdobył status Platynowej Płyty w Australii (ARIA), Złotej Płyty z Nowej Zelandii (RIANZ) i Srebrnej Płyty we Francji (IFOP).

## Teledysk i inne wersje
Teledysk został nakręcony przez Larry'ego Jordana. Jednak oficjalnie został wydany występ na żywo, który znajduje się na Here Is Mariah Carey. Pomimo to, teledysk jest na liście #1's.
Carey nagrała także "Hero" po hiszpańsku, w tłumaczeniu Jorge'a Luisa Piloto i była to pierwsza jej piosenka w tym języku. Krytycy sądzili, że jej wymowa jest zła, adaptacja nie jest tak dobra, jak oryginalna wersja; hiszpańscy krytycy skrytykowali ja za wymowę i tekst. Hiszpańska wersja "Hero" ("Héroe") została zawarta jako B-side na wielu singlach Carey, wydanych poza USA w latach 1994-1997, i znajduje się ona na meksykańskiej, argentyńskiej i hiszpańskiej edycji Music Box, jako bonus.[8] "Héroe" został wydany w roku 1995.
Carey zaśpiewała "Hero" z Luciano Pavarotti na koncercie w 1999 "Pavarotti and Friends". Części "Hero" zostały włączone do singla "Never Too Far/Hero Medley" (2001). Jeden z najszerzej oglądanych występów Carey z "Hero" miał miejsce na 2005 London Live 8, gdy śpiewała piosenkę z chórem afrykańskich dzieci.
"Hero" znajduje się na "Voices from the FIFA World Cup", albumie, na którym skompilowano piosenki wykonane w trakcie imprezy.
B-side "Hero", "Everything Fades Away", został napisany i wyprodukowany przez Carey i Waltera Afanasieffa. Na początku 2009 Mariah nagrała inną wersję piosenki, aby promować swoją składankę The Ballads.

## Lista utworów
U.S. CD single (cassette single/7" single)
1. "Hero" (LP Version)
2. "Everything Fades Away"

U.S. CD maxi single
1. "Hero" (LP Version)
2. "Hero" (Live)
3. "Everything Fades Away"
4. "Dreamlover" (Club Joint Mix)

UK cassette single
1. "Hero" (LP Version)
2. "Hero" (Live)

UK CD single
1. "Hero" (LP Version)
2. "Dreamlover" (Def Club Mix Edit)
3. "Dreamlover" (Theo's Club Joint)
4. "Dreamlover" (Def Tribal Mix)

## Pozycje na listach przebojów
| Lista "Hero" (1993)                             | Najwyższa pozycja |
| ----------------------------------------------- | ----------------- |
| U.S. Billboard Hot 100                          | 1                 |
| U.S. Billboard Hot R&B/Hip-Hop Singles & Tracks | 5                 |
| U.S. Billboard Adult Contemporary               | 2                 |
| Australian ARIA Singles Chart                   | 7                 |
| Canadian Singles Chart                          | 10                |
| French Singles Chart                            | 5                 |
| German Singles Chart                            | 41                |
| Israeli Singles Chart                           | 7                 |
| Irish Singles Chart                             | 5                 |
| Norwegian VG-lista Singles Chart                | 2                 |
| The Netherlands Singles Chart                   | 10                |
| New Zealand RIANZ Singles Chart                 | 2                 |
| UK Singles Chart                                | 7                 |

| Lista "Hero" (2008) | Najwyższa pozycja |
| ------------------- | ----------------- |
| UK Singles Chart    | 67                |

| Lista "Héroe" (1995)             | Najwyższa pozycja |
| -------------------------------- | ----------------- |
| U.S. Billboard Hot Latin Songs   | 40                |
| U.S. Billboard Latin Pop Airplay | 15                |
| Nicaragua Airplay Chart          | 1                 |
| Argentina Chart                  | 2                 |
| El Salvador Airplay Chart        | 3                 |
| Spain Charts                     | 5                 |
| Honduras Airplay Chart           | 9                 |
| Costa Rica Chart                 | 9                 |
| Mexico Chart                     | 9                 |
| Chile Airplay Chart              | 10                |
| Peru Airplay Chart               | 15                |